# Пронін Філіп Євгенович
Пронін Філіп Євгенович (29 вересня 1982, Київ) — Голова Державної служби фінансового моніторингу України з 31 грудня 2024 року. 12-ий голова Полтавської обласної державної адміністрації (10 жовтня 2023 — 30 грудня 2024). Член Ради національної безпеки і оборони України (з 4.2.2025).

## Життєпис
З 2003 по 2004 рік працював фінансистом ТзОВ «Оздоббуд».
У 2005 році закінчив Київський національний економічний університет, спеціальність — міжнародна економіка, кваліфікація — магістр з міжнародної економіки.
З 2005 по 2008 рік працював фахівцем (головним спеціалістом) департаменту аналітичної роботи в Державному комітеті фінансового моніторингу України. Спеціалізувався на фінансових розслідуваннях, пов'язаних із діяльністю банківських установ, державними монополіями, незаконним відшкодуванням ПДВ.
З 2008 по 2010 рік працював в українському офісі компанії KPMG. Відповідав за створення та розвиток групи незалежних фінансових розслідувань. Діяльність підрозділу була зосереджена на корпоративній розвідці, фінансових розслідуваннях та протидії відмиванню коштів.
З 2010 по 2017 роки працював у Державній службі фінансового моніторингу України заступником директора департаменту фінансових розслідувань — начальником управління аналізу ризиків та типологічних досліджень.
У 2017 році очолив Управління виявлення та розшуку активів Національного агентства України з питань виявлення, розшуку та управління активами, одержаними від корупційних та інших злочинів.
У 2018 році закінчив Приватний вищий навчальний заклад «Фінансово-правовий коледж», спеціальність — правознавство, кваліфікація — бакалавр.
З січня 2020 по жовтень 2023 року — заступник голови Національного агентства України з питань виявлення, розшуку та управління активами, одержаними від корупційних та інших злочинів.
Акредитований експерт MONEYVAL (Рада Європи) з проведення оцінки національних систем протидії відмиванню коштів, Урядовий експерт України з питань імплементації Конвенції ООН проти корупції. До звільнення з АРМА Представник України у міжнародних платформах з питань виявлення та розшуку активів: CARIN, Interpol, StAR та спільному проєкті Європейської Комісії та Європолу «Платформі Офісів з повернення активів ЄС». Представляв Україну в Мінських переговорах щодо порушення Російською Федерацією Міжнародної конвенції про боротьбу з фінансуванням тероризму. Колишній член Ради з питань запобігання та протидії легалізації (відмиванню) доходів, одержаних злочинним шляхом, фінансуванню тероризму та розповсюдження зброї масового знищення.
З 10 жовтня 2023 до 30 грудня 2024 року — голова Полтавської обласної державної адміністрації.
30 грудня 2024 року Президент Зеленський звільнив Проніна з посади голови Полтавської ОДА.
31 грудня призначений головою Державної служби фінансового моніторингу України.
4 лютого 2025 року призначений членом РНБОУ.

## Родина
Одружений. Має дочку та сина.